# William Carr (Ruderer)

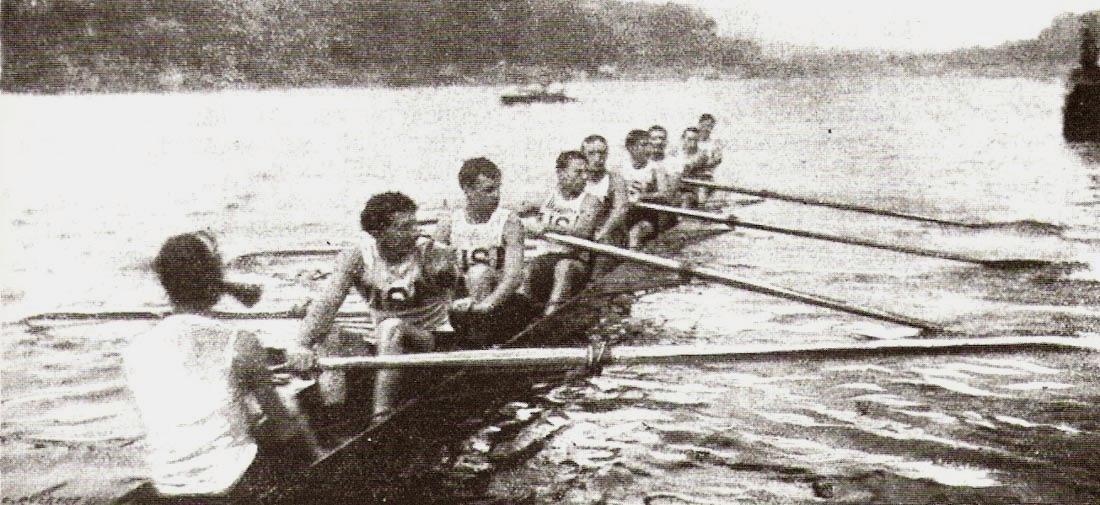
Die Olympiasieger aus Philadelphia 1900

William „Bill“ John Carr (* 17. Juni 1876 in Gortnagrace, County Donegal; † 25. März 1942 in Philadelphia) war ein amerikanischer Ruderer. William Carr ruderte für den Vesper Boat Club. 
Als bei den Olympischen Spielen 1900 in Paris erstmals olympische Ruderwettbewerbe ausgetragen wurden, war der Achter des Vesper Boat Club das einzige amerikanische Boot am Start. William Carr, Harry DeBaecke, John Exley, John Geiger, Edwin Hedley, James Juvenal, Roscoe Lockwood, Edward Marsh und Steuermann Louis Abell siegten mit sechs Sekunden Vorsprung auf den belgischen Achter. Im Jahr seines Olympiasieges gewann er auch seine einzige US-Meisterschaft.
Carr kam in den 1890er Jahren aus Irland nach Philadelphia und arbeitete zunächst als Zimmermann, später war er bei der Bauaufsicht in Philadelphia tätig.